# Hard Luck Woman
"Hard Luck Woman" är en låt av hårdrocksbandet KISS från albumet Rock and Roll Over 1976. Låten släpptes som första singel den 1 november 1976 och är komponerad av Paul Stanley.
"Hard Luck Woman" var först skriven åt Rod Stewart och företer stora likheter med Stewarts låt "Maggie May". Stewart tackade nej, och KISS bestämde sig för att behålla den själva. Snart blev det klart att låten skulle sjungas av Peter Criss som en uppföljare till Beth.
"Hard Luck Woman" återfinns på Alive II från 1977 i liveformat men det visade sig senare att den inte alls var i liveformat på skivan. Den hade spelats in på ett genrep och sedan hade man lagt på publikljud. "Hard Luck Woman" har dock spelats live ett fåtal gånger under slutet av 1976.